# Чикаго вајт сокси
Чикаго вајт сокси (енгл.  — „Чикаго беле чарапе”) су професионални тим бејзбола у оквиру МЛБ-а, са седиштем у граду Чикаго у држави Илиноис. Своје утакмице играју на стадиону УС Селулар филд. Чланови су Америчке лиге и наступају у дивизији Централ. Клуб је основан 1894. године и до сада је четири пута мењао назив, а данашње име носи од 1904. године.
„Вајт сокси“ су били три пута шампиони МЛБ-а, а последњи пут 2005. године. Маскота клуба је хватач „Саутпо“.